# Șcheia (Alexandru I. Cuza), Iași

Șcheia este un sat în comuna Alexandru I. Cuza din județul Iași, Moldova, România.

## Istoric
Satul Șcheia este menționat în cronica "Letopisețul țărâi Moldovei, de când s-au descălecat țara și de cursul anilor și de viiața domnilor carea scrie de la Dragoș vodă până la Aron vodă"
de Grigore Ureche ca loc de desfășurare al bătaliei de la 6 martie 1486 dintre oastea moldavă condusă de Ștefan cel Mare și oastea ungară condusă de Hroiot. Descrierea bătăliei de pe Dealul Șcheii poate fi găsită în poemul "Aprodul Purice" de Costache Negruzzi.

În apropierea satului există un sit arheologic la marginea de sud a satului, pe terasa din stânga râului Siret din sec. XV-XVI epoca medievală.

## Apele
La răsăritul satului, pe cursul pârâului Mihaili un baraj de pământ formează un iaz folosit pentru piscicultură. Pe drumul de la șoseaua Roman-Iași, la mică distanță de la intrare, pe dreapta poate fi văzută o fântână joasă care captează un mic izvor de suprafată. În sat, la câteva sute de metri mai sus pe uliță de biserica catolică, se află un loc numit La Izvoare. Aici sunt puțuri de fântână joase care captează mai multe vene de apă potabilă exact la poala dealului.

## Obiective turistice
În satul Șcheia există două biserici: una creștin romano-catolică, de construcție recentă (sfârșitul anilor 70, începutul anilor 80) cu arhitectură modernă și hramul Ziua Crucii și una creștin-ortodoxă situată pe malul pârâului care trece la marginea de răsărit a satului.

Mărimea construcției bisericii catolice din satul Șcheia, de asemenea clopotnița și nava separate, fac din aceasta o atracție turistică care nu trebuie să scape vizitatorului.

Pe dealul Șcheii, dominând satul de pe culme, poate fi văzut conacul Alexandrescu (construit în sec. XIX). De asemenea pe teritoritoriul satului mai sunt atestate: Casa Sturdza-Șcheianu (construită în 1810), un bordei vechi din secolul XIX, o casă veche construită la sfârșitul secolului XIX și Monumentul Eroilor din primul război mondial (începutul secolului XX), situat în cimitir.